# Södra Tagalog

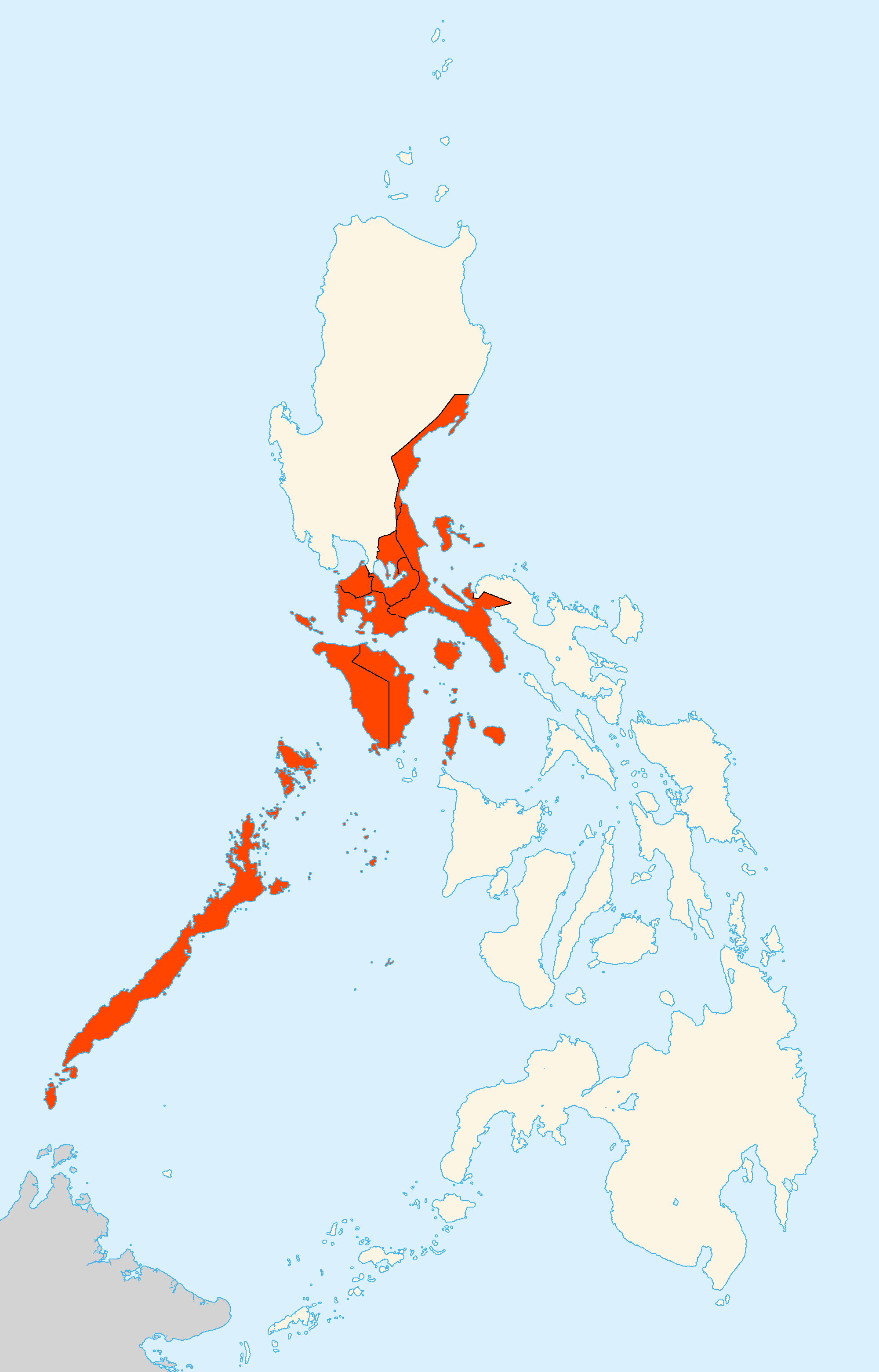
Södra Tagalogregionen i rött.

Södra Tagalog var fram till 2002 en av Filippinernas regioner, Region IV, som omfattade öarna Palawan, Mindoro, Romblon, och en liten bit av Luzon söder och öster om Manila.  Den delades då upp i två regioner,  CALABARZON (Region IV-A) och MIMAROPA (Region IV-B).  CALABARZON innehåller den del av Södra Tagalog som ligger på ön Luzon, medan de övriga öarna förts till MIMAROPA.